# Schloss Biesdorf
Das Schloss Biesdorf, ein Bauwerk aus dem Jahr 1868, steht im Schlosspark Biesdorf des Berliner Ortsteils Biesdorf im Bezirk Marzahn-Hellersdorf. Es ist heute die kommunale Galerie des Bezirkes und Stätte für Kulturveranstaltungen.

## Geschichte

### Bau und Architektur
Im Jahr 1827 verkaufte der preußische Staat das Gut Biesdorf, was nacheinander zu mehreren Eigentümerwechseln führte. Im Jahr 1853 erwarb Hans-Brunno von Rüxleben für 45.000 Taler das Gut. Sein Sohn Hans-Hermann Freiherr von Rüxleben erbte 1862 von seinem Vater den Besitz Biesdorf. Nach der Hochzeit mit Anne Pauline Griebenow am 3. Mai 1868 ließ er angrenzende sechs Bauerngüter und vier Kossätenstellen ankaufen.
1868–1869 wurden nordöstlich des Biesdorfer Dorfangers eine italienische Turmvilla erbaut und ein vier Hektar großer Park angelegt. Die Villa entstand nach Entwürfen des Architekten Heino Schmieden. Den Park gestalteten die Landschaftsarchitekten Eduard Neide und Albert Brodersen.

„Schloss Biesdorf ist neben den Schlössern Charlottenburg, Bellevue, Schönhausen, Köpenick, Glienicke und Friedrichsfelde – um nur einige zu nennen – ein Kleinod in der Berliner Denkmallandschaft. Dazu muss man wissen, dass es in Berlin nur etwa 25 Schlösser, Herrenhäuser und Palais gibt. In überzeugender Schönheit denkmalgerecht wiederhergestellt, stellen Schloss und Park bau- und gartenhistorisch, sozial- und kulturgeschichtlich auch eine unverzichtbare Quelle der Ortsgeschichte dar.“

Zu dem Bau existieren keine Baupläne. Die Villa ist ein Bau im italienisierenden spätklassizistischen Stil auf einem T-förmigen Grundriss. Das verputzte Gebäude verfügte zunächst über zwei Etagen auf einem hohen Sockelgeschoss. Eine Säulenvorhalle bildet vor dem westlichen Haupteingang eine überdachte Anfahrt. Auf der Süd- und Ostseite lockern säulengeschmückte Loggien und Pergolen das Gebäude auf. Markant ist der Turm an der Südostecke auf achteckigem Grundriss. Er schließt mit einem offenen Säulenumgang (Belvedere genannt) ab, dem ein kupferner Helm aufsitzt. Als besonderes Schutzgut gilt die für den Berliner Raum einmalige Fassadenausführung in eingefärbtem Romanzementmörtel (Kunststeinfassade, ausgeführt durch den Berliner Stuckateurmeister H. Beyerhaus als „meine erste Fassade in Zementguß“).

### Siemens-Villa
Der Kaufmann Günther von Bültzingslöwen erwarb 1887 Gut und Herrenhaus Biesdorf, musste es jedoch wieder veräußern, weil er in der Zuckerkrise große Verluste machte. Werner Siemens, der seit seiner Schulzeit mit ihm befreundet war, gab Bültzingslöwen zunächst ein Darlehen von 200.000 Mark und übernahm schließlich am 17. Februar 1887 das rund 600 Hektar große Anwesen. Weil er kein Interesse an der Villa hatte, übertrug er sie im Jahr 1889 an seinen Sohn Wilhelm von Siemens. Zwischen 1888 und 1889 veranlasste Wilhelm von Siemens die notwendigen Reparaturen durch zwei geringfügige bauliche Veränderungen. Die Bauarbeiten wurden vom Architekt Theodor Astfalck durchgeführt. Die südliche Loggia und der Balkon wurden verbreitert, an der östlichen Loggia zum Park wurde eine geschwungene Freitreppe angelegt. Das Gebäude bekam farblich einen neuen Anstrich. Bis 1927 entwickelte die Eigentümerfamilie Siemens das als Siemens-Villa bekannt gewordene Schloss nebst Park.

### Stadt Berlin

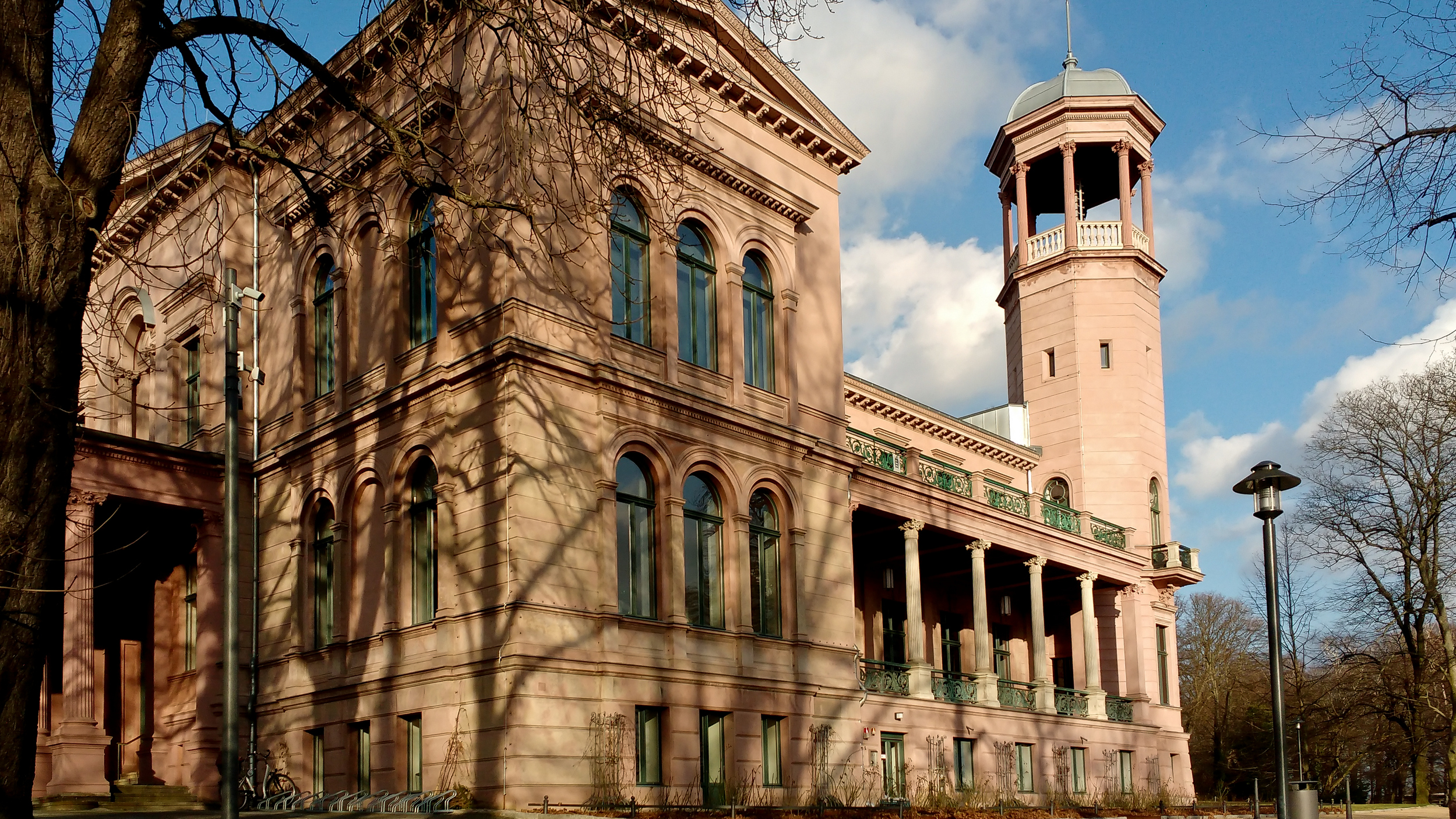
Schloss Biesdorf

Die Stadt Berlin erwarb am 27. Oktober 1927 den 380 Hektar großen Besitz mit Villa und den Park. Die Polizei zog in den unteren Diensträumen ein. Im Jahr 1929 wurde im Schloss die Ortsamtsstelle Biesdorf eingerichtet und vier Jahre später zog die Ortsgruppe der NSDAP und NSV ein. Das Schloss brannte am 20./21. April 1945 vollkommen aus – ob es Brandstiftung oder ein Bombenangriff war, ist nicht bekannt. Die ersten notwendigen Sicherungsmaßnahmen begannen gleich nach dem Ende des Zweiten Weltkriegs. Für die gefallenen sowjetischen Armeeangehörigen wurde im großen Saal eine Feierhalle eingerichtet und die Büroräume wurden ausgebaut. Bei weiteren baulichen Veränderungen wurden Raumhöhen im Erdgeschoss durch Einziehen einer Zwischendecke reduziert. Fensteröffnungen, die sich nun mit den Umbauten überschnitten, und einige Oberlichter wurden zugemauert. Die Putzfassaden mit ihren Architekturgliederungen aus außerordentlich qualitätsvollem kunststeinähnlichen durchgefärbten Putz haben sich bis zur Sanierung 2013 besser erhalten als der Reparaturmörtel der Jahre nach 1946. Die ehemaligen Zinkguss-Brüstungsfelder der Balkone und Loggien waren vor 2016 nur noch am Turmbalkon zu sehen, die frühere innere Raumgestaltung ging völlig verloren. Anfang der 1960er Jahre diente das Schloss als Dorfklub. Mitte der 1970er Jahre erfolgte ein Umbau in ein Kulturhaus und die Parkanlage wurde aufgefrischt. Im Schloss befand sich eine Zweigstelle der Bezirksbibliothek Marzahn. Seit 1979 steht das Schloss in der Berliner Denkmalliste. Nach der politischen Wende kam das Ende des Kulturhauses.

### Restaurierung und Wiederaufbau

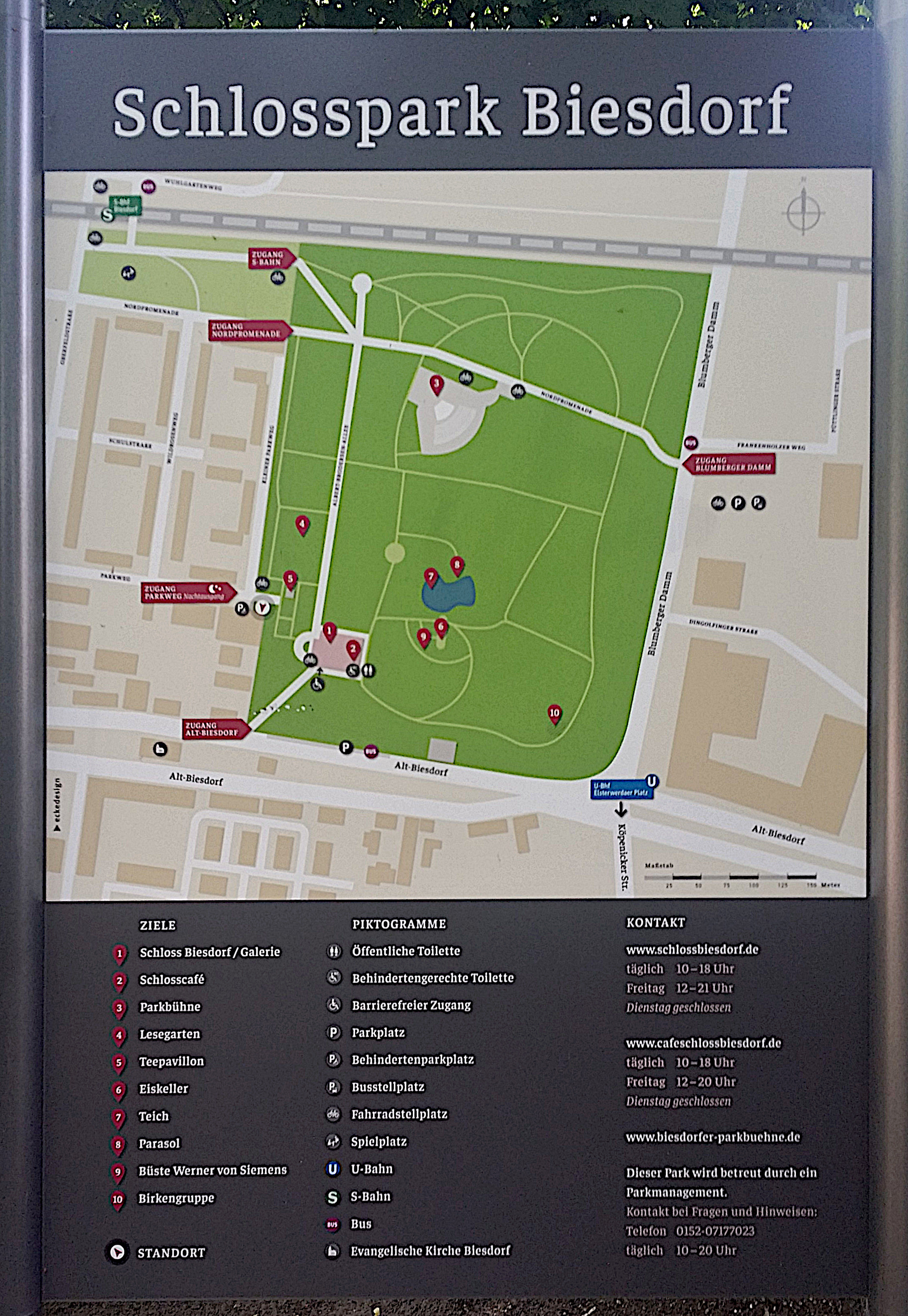
Infotafel Schlosspark

Erst nach 1990, als sich die Stadt Berlin wieder mehr um das Schloss kümmerte und sich der Verein Stiftung Ost-West-Begegnungsstätte Schloss Biesdorf gegründet hatte, erhielten Schloss und Park schrittweise ihr historisches Aussehen zurück. Im Jahr 2000 warb die Initiative Sofortprogramm zur Rettung des Schlosses Biesdorf von Sponsoren Bauleistungen und Sachspenden von rund 154.000 Mark ein (kaufkraftbereinigt in heutiger Währung: rund 124.000 Euro). Für den kompletten Wiederaufbau wurden mindestens 8,5 Millionen Euro veranschlagt.
Zwischen 2002 und 2007 wurde die Schlossfassade mit Fördermitteln der Stiftung Deutsche Klassenlotterie Berlin, des Landesdenkmalamtes Berlin, der Deutschen Stiftung Denkmalschutz, des Bezirks Marzahn-Hellersdorf und zahlreicher Privatsponsoren für rund 1,75 Millionen Euro denkmalgerecht saniert und rekonstruiert. Planung und bauleitende Ausführung übernahm das Büro für Architektur, Städtebau und Denkmalpflege (BASD) Berlin; Projektleiter war der Architekt Raphael Abrell.

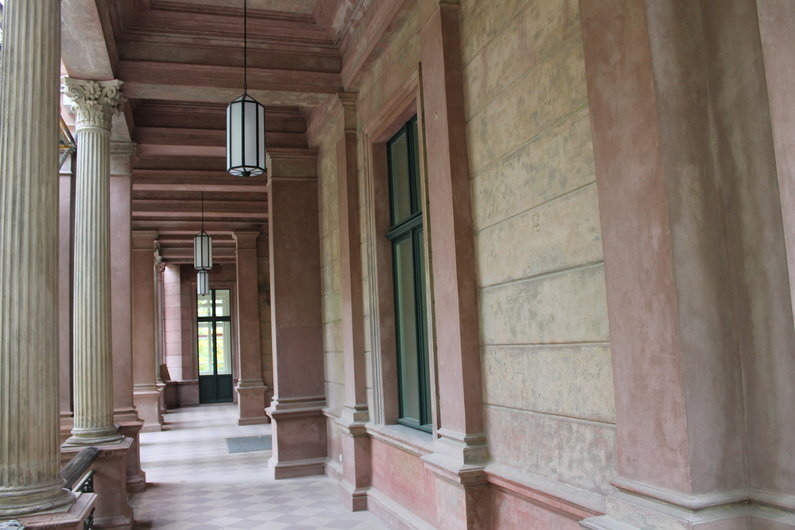
Terrasse

Am 29. März 2007 teilte die Stiftung Deutsche Klassenlotterie Berlin mit, dass sie für den Wiederaufbau des Obergeschosses 4,75 Millionen Euro beisteuern werde. Die restlichen 3,75 Millionen Euro kamen aus dem Kulturinvestitionsprogramm des Senats und damit aus dem Europäischen Fonds für Regionale Entwicklung (EFRE). Die Bauarbeiten starteten mit der Verabschiedung Auf dem Weg zum Bilderschloss am 8. September 2013, dem 100. Todestag von Heino Schmieden. Die Sicherungsarbeiten unter der Führung der Architektin Pinardi und der Firma PMS liefen bis zum Richtfest am 12. Dezember 2014. Die vollständige Rekonstruktion des ehemaligen Herrenhauses unter Verantwortung des Bauherrn, des Bezirks Marzahn-Hellersdorf, dauerte bis 2016.

## Kunst und Kultur im Schloss Biesdorf

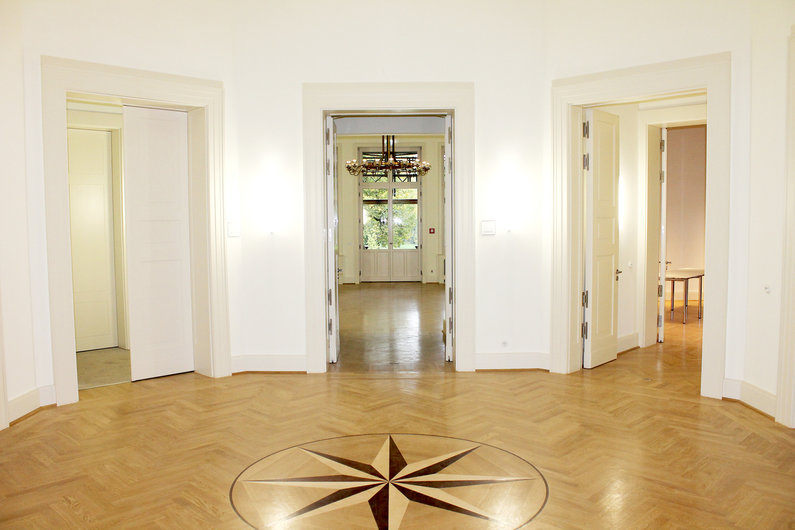
Blick ins Oktogon

Die Eröffnung des Bauensembles erfolgte am 9. September 2016 als Zentrum für Kunst und öffentlichen Raum Schloss Biesdorf (ZKR) durch den Regierenden Bürgermeister von Berlin, Michael Müller. Als Kulturprojekt der landeseigenen Grün Berlin GmbH widmete sich das ZKR in seinem Programm dem Zusammenspiel von Kunst, Architektur und öffentlichem Raum. Wechselnde Ausstellungen präsentierten bis zum April 2018 internationale zeitgenössische Kunst gemeinsam mit Kunst in der DDR. Seit Februar 2018 wird das Schloss wieder unter der Regie des Fachbereiches Kultur des Bezirks Marzahn-Hellersdorf geführt. Die kommunale Galerie Schloss Biesdorf unter der künstlerischen Leitung von Karin Scheel zeigt wechselnde thematische Ausstellungen mit Positionen zeitgenössischer Kunst und des kulturellen Erbes, oft mit Fokus auf den städtischen Raum. Ein wichtiger Kooperationspartner ist das Kunstarchiv Beeskow mit seinem Bestand von rund 23.000 Objekten (vor allem Gemälde, Druckgrafiken, Zeichnungen und Aquarelle) der DDR. Mit diesen und anderen Partnern aus Kunst und Kultur unterhält die Galerie im Schloss eine enge Zusammenarbeit.
Ein umfangreiches Begleitprogramm bietet das hauseigene Labor M. Gezeigt wurden bereits Werke von Martin Kippenberger, Manfred Paul, Sighard Gille, Sabina Grzimek, Stefan Roloff, Wolf Vostell u. a.
Im Schloss befindet sich auch ein Café.